# 楂树坞村
楂樹塢村隸屬於浙江省湖州市吳興區妙西鎮，位於妙西鎮西北部，東與道場鄉石泉村交界，西與弁南鄉楊莊村接壤，南與王村接壤，轄漫頭山、倪家店、楂樹塢、前滋塢、後滋塢共5個自然村，九個村民小組，全村區域面積5.66平方公里，總戶數：346戶，1117人，耕地面積8879畝，其中水田1106畝，園地442畝，林地7322畝。

## 旅遊
陸羽茶文化景區位於境內妙峰山，地處西苕溪流域。妙峰山海拔281米，是當年陸羽研究茶道，從事各種茶事活動的場所。主要景點有“慕羽坊”、“陸羽墓”、“皎然塔”、“三癸亭”、“三飲軒”等。

## 外部連結
- 楂樹塢村[永久]